# William Home (8e comte de Home)
William Home, 8e comte de Home (1681-28 avril 1761) est un pair écossais et le Gouverneur de Gibraltar entre 1757 et 1761. Lord Home est un dépensier bien connu.

## Biographie
Il hérite du titre de comte de Home en 1720 à la mort de son père, Alexander Home, 7e comte de Home. Il est Officier dans le 2e régiment de gardes de dragons en 1735. Il épouse la riche héritière jamaïcaine-anglaise Elizabeth Lawes pour sa fortune le jour de Noël 1742 . Le couple n'a pas d'enfants, et le comte abandonne sa femme en février 1743 pour des raisons inconnues, prenant une commission de capitaine dans le 3e régiment de gardes de dragons en juillet 1743. Le couple reste formellement marié, cependant, et la comtesse de Home devient une figure de la société, recevant somptueusement dans sa maison de Londres, Home House.
Lord Home combat à la bataille de Prestonpans en 1745 sous John Cope. Il reçoit le commandement du régiment de fantassins bénévoles de Glasgow, qui a reçu l'ordre de défendre Stirling. Il réussit si bien que la plupart des forces jacobites qui se trouvent en Angleterre vont à Derby avec Charles Édouard Stuart.
Le 11 août 1750, il devient colonel du 48e (Northamptonshire) Regiment d'infanterie et est transféré le 29 avril 1752 pour devenir colonel du 25e (Edinburgh) Regiment d'infanterie jusqu'à sa mort.
En 1757, il est nommé gouverneur de Gibraltar et en 1759 promu Lieutenant général.
Il devait rentrer en Angleterre le 29 avril 1761 mais il meurt la veille à Gibraltar. Son jeune frère Alexander lui succède comme comte . Malgré la séparation, sa femme Elizabeth conserve son titre et reste indépendante car riche en raison de l'héritage de son père et de son premier mari  jusqu'à sa mort en 1784. Elle est enterrée dans l'abbaye de Westminster.
Le gouvernement britannique a une peinture du major-général William Home dans sa collection attribuée à l'école britannique des peintres.